# Christoph Weiditz
Christoph Weiditz (* 1498 in Straßburg; † 1560 in Augsburg) war ein deutscher Maler, Medailleur, Bildschnitzer und Goldschmied.

## Leben
Eine verwandtschaftliche Beziehung von Christoph Weiditz und seinem Bruder Hans Weiditz zu dem Bildhauer Hans Wydyz ist nicht belegt. Einen großen Teil seines Lebens verbrachte er in Straßburg und Augsburg. Dort schuf er Kleinplastiken und vor allem Bildnismedaillen, von denen heute noch 117 bekannt sind.
Zwischen 1528 und 1529 unternahm Weiditz eine Reise nach Spanien, wo er sich auch am kaiserlichen Hof von Karl V. aufhielt. Für sein Trachtenbuch entstanden zu dieser Zeit Zeichnungen des Eroberers Hernán Cortés, von spanischen Trachten aus verschiedenen Landesteilen und die ersten europäischen Bilder von Indianern und aztekischen Ballspielern, die aus den spanischen Kolonien in Lateinamerika nach Spanien verbracht worden waren.
Kunstgeschichtliche Bedeutung genießt Weiditz als einer der vier wichtigsten deutschen Renaissance-Medailleure neben Hans Schwarz, Friedrich Hagenauer und Matthes Gebel.

## Galerie

Zeichnungen aus dem Trachtenbuch des Christoph Weiditz, Nürnberg, Germanisches Nationalmuseum
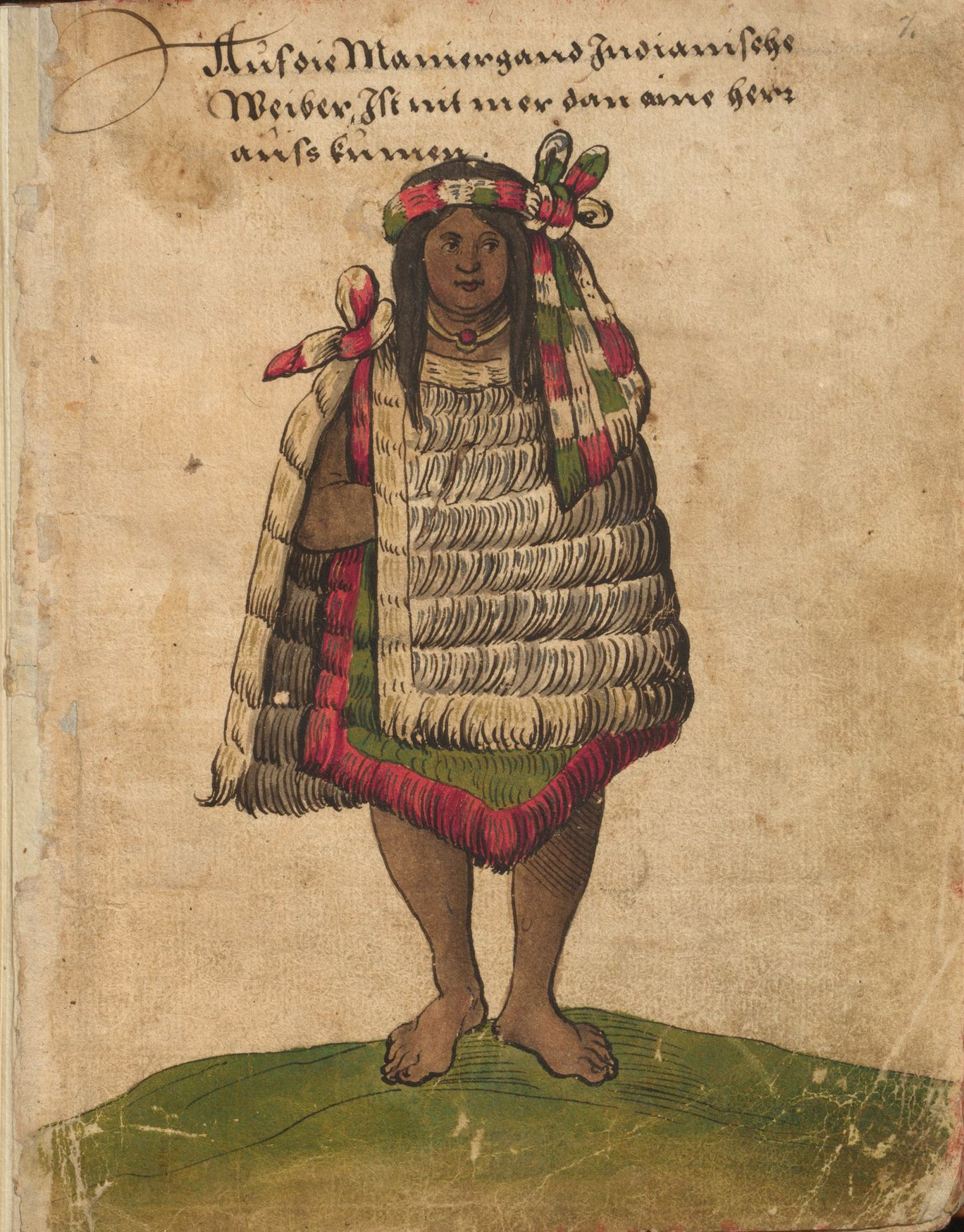
Auf die Manier gand Indianische Weiber, Ist nit mer dan aine herrauss kumen. S. 1
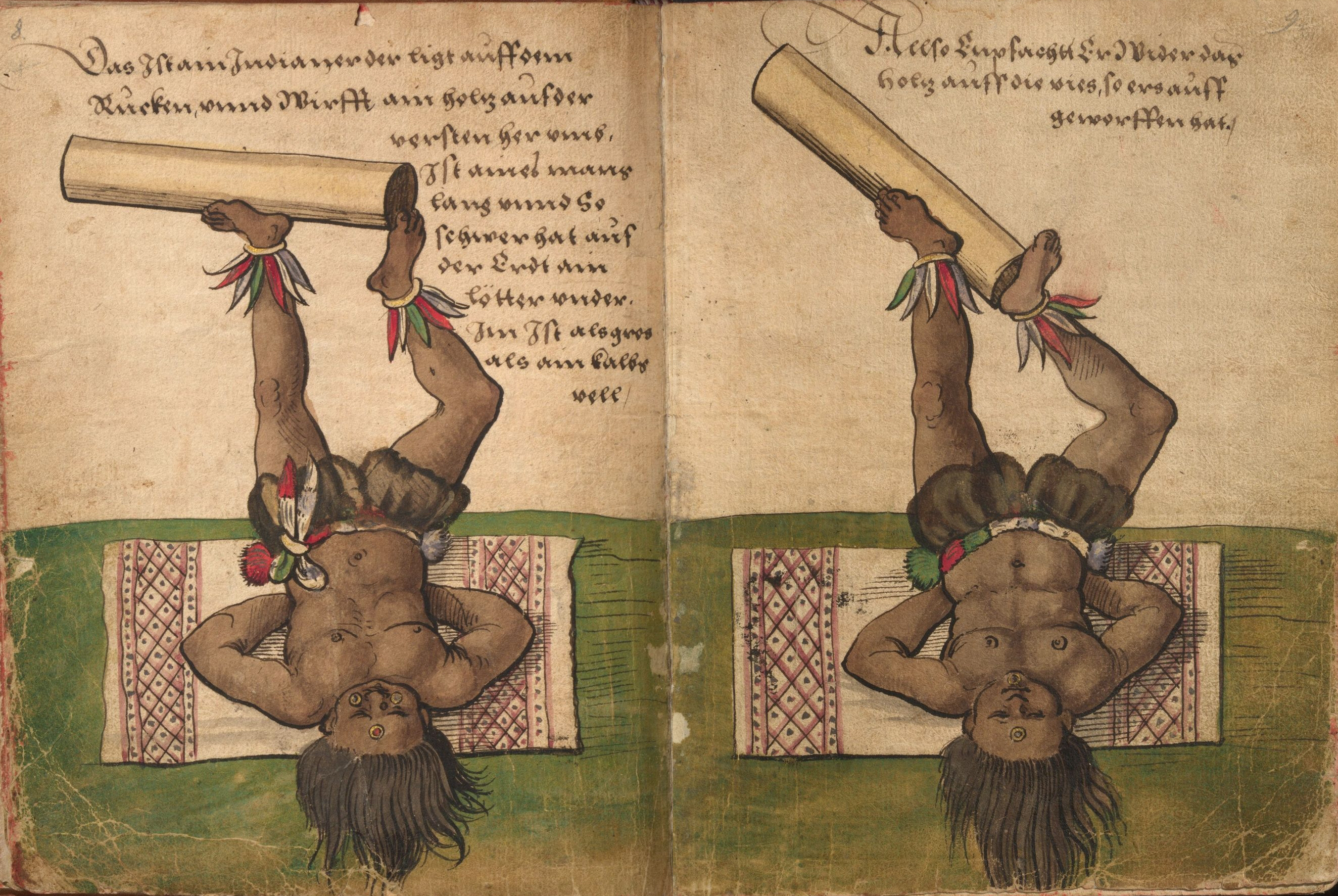
Das Ist ain Indianer der ligt auff dem Rucken, vnnd Wirfft ain holtz aus der versten heraus, Ist aines mans lang vnnd so schwer hat auf der Erdt ain lötter vnder Im Ist als gros als ain kalbs vell S. 8–9
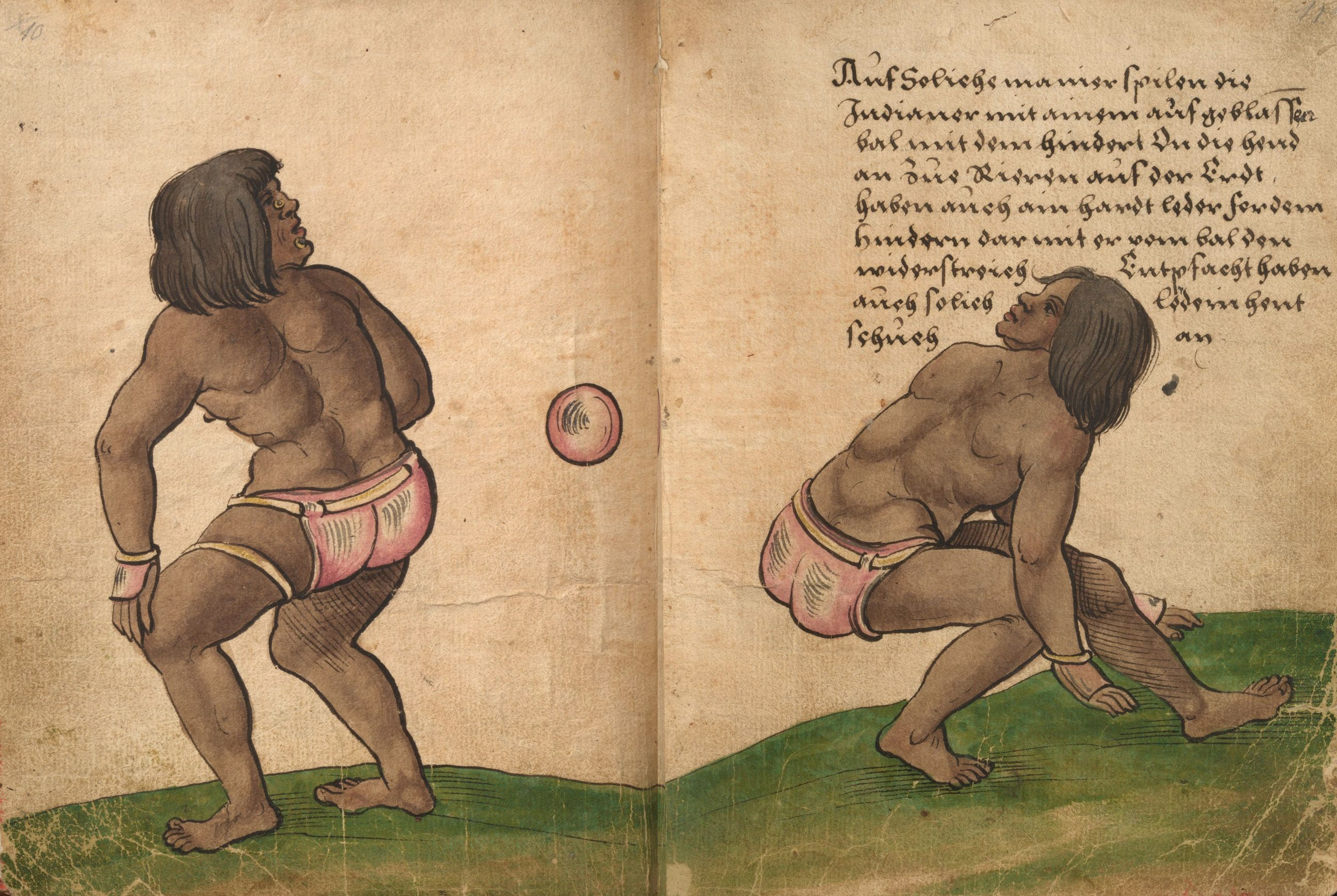
Indianer beim Ballspiel S. 10–11
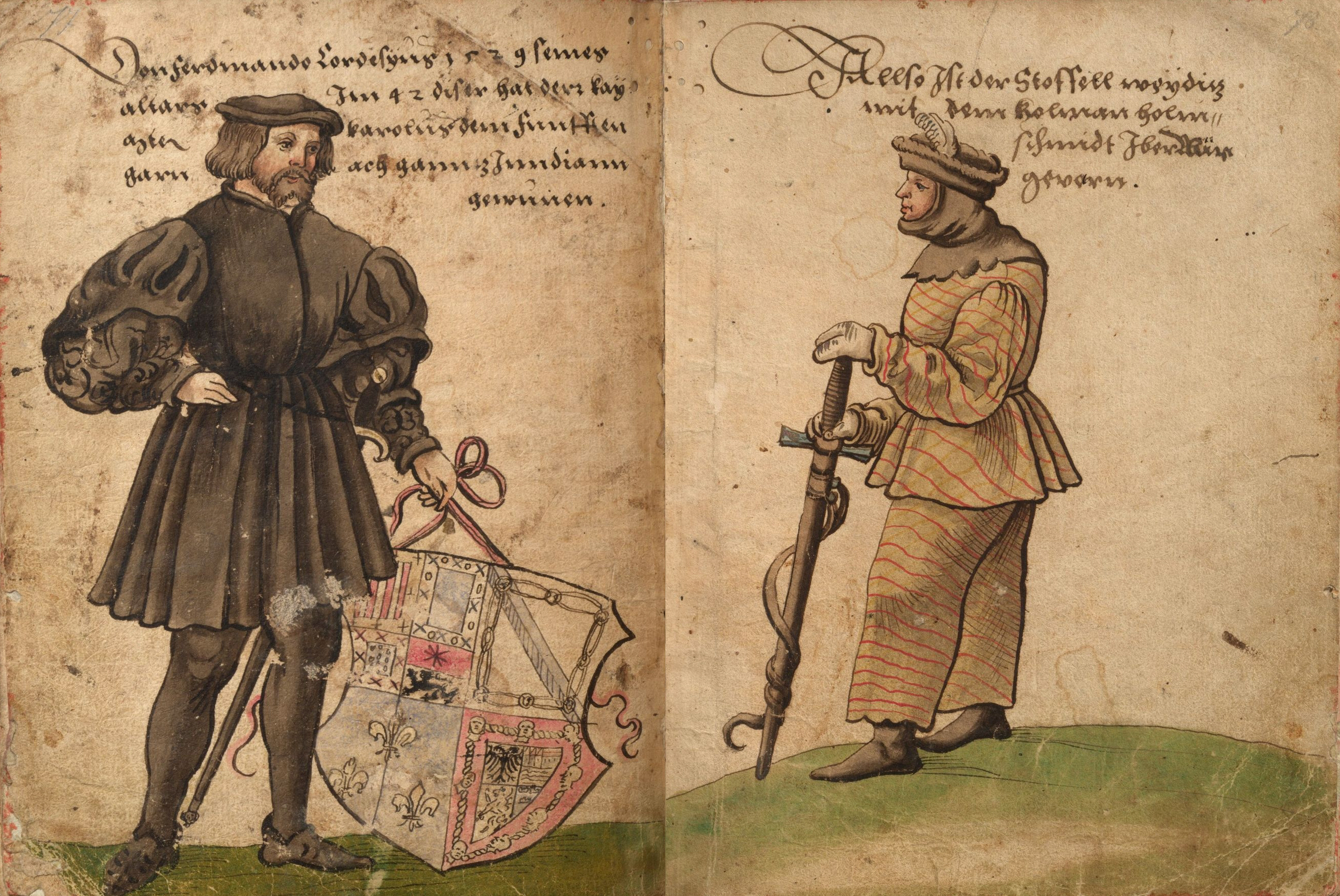
Der Conquistador Hernán Cortés S. 77
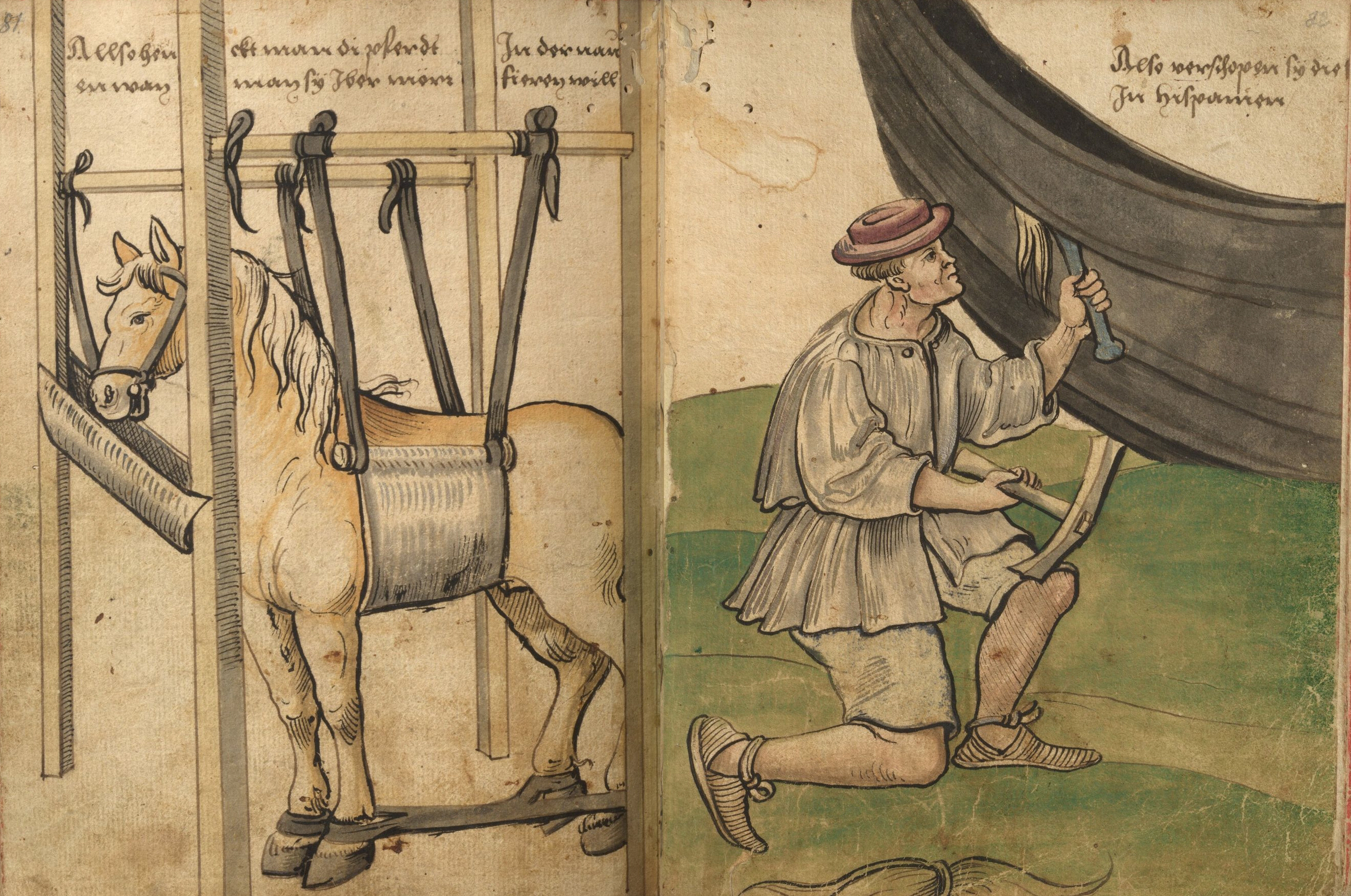
Wie die Pferde in die Schiffe verfrachtet werden S. 81–82